# Думбрава (Арђеш)
Думбрава (рум. Dumbrava) насеље је у Румунији у округу Арђеш у општини Богаци. Oпштина се налази на надморској висини од 318 m.

## Становништво
Према подацима из 2002. године у насељу је живело 24 становника, од којих су сви румунске националности.